# ラック (ビリヤード)

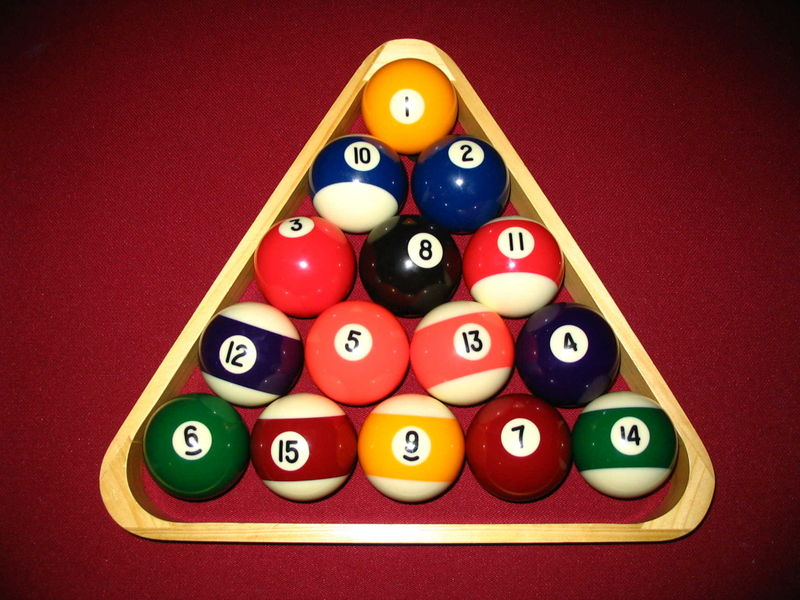
トラインアングルラックでエイトボールのラックを立てる

ラック(rack)は、ポケット・ビリヤードの的球を特定の形にセットするための枠。主に木材、合成樹脂で作られる。15個すべてのボールを並べられる正三角形のトライアングル・ラックの他、ナインボール用の菱形のもの、セブンボール用の正六角形のものなどが存在する。
それら枠で組まれた的球の塊、初期配置のことも俗にラックと呼ばれ、その初期配置を作ることを「ラックする」「ラックを組む」「ラックを立てる」などのように表現される。また、その初期配置のラックを取り切るまでを「1ラック」と数える場合もある。なお、スヌーカーのレッドボールの塊はパック(pack)と呼ばれる。

## ボールを密着させる工夫をしたラック
ポケットビリヤードではブレイクショットによってテーブル上に満遍なくボールを散らす必要があるため、ラックを組む際には可能な限りボール同士を密着して並べる必要がある。ラックを使ってボールを並べる際、ラシャ面の微妙な凹凸などにも影響されてボールがラシャの窪み方向に僅かに転がったりするなどし、密着させる限度がある。このような問題を解消するために幾つかの商品が考案されている。

### サルド・タイト・ラック
ロウ・サルドが考案したラック。俗にサルドラック、タイトラックと呼ばれる。ボールを密着した状態となるように真上から加圧し、ラシャに押しつける形で的球の位置を固定する器具。ラック部分のラシャの状態を整える専用の用具が付属する。USオープン等の大会で使用されている。

### ラック・スポット・シール
ドーナツ状のシールをラシャに貼り付け、その上にボールを置くとラシャ面とシールの段差によりボールの位置が固定されることを利用したアイディア商品。これをボールの規格サイズ間隔に並べて一度に貼り付けられるようにすることでボールを密着させる。日本人が開発した。市販されているラック・スポット・シールはナインボール用である。
市販されているパンチ穴補強シールを代用することが可能で、9個のシールを手で貼ってラックを立てる。また、それ以外にも10個（正三角形。ボウラードやテンボールに用いる）、11個（9個・10個の両方を兼ねる）、15個を貼ることもある。

### ソリッド・ラック・シート
ナインボール用のラック。ラック・スポット・シールと異なり、9つのボールをひとつの塊として考え、まとめて位置を固定するダイアモンド型のスポット。日本人が開発した。ラシャとこのスポットの段差により、ダイアモンドの内側に転がろうとする力が掛かるようになっているためボールがすべて密着する。
競技中にこのシートがボールの挙動に影響を与えることが少なくなるように非常に薄いシートで作成されているが、ブレイク直後にボールがシートに乗り上げるなどしなければ取り除くこと一般的である。

### マルチ・ラック・シート
ラックの外周に位置するボールを固定するためにシートにダイアモンド型に穿たれている。この穴の上へボールを置くことで位置を固定し、密着したラックを作る。後に11個のもの、15個のものが発売された。

## その他のラック

### マガジン・ラック
ブレイクショットの練習をするために利用される5 - 6cm程度の厚さに積み上げた雑誌の塊。ページがめくれないようにガムテープなどで固定して作る。手玉と垂直になるように置き、手球が狙った方向に対してヒットしているか(雑誌が回転せずに真後ろに進むか)、パワーが十分か(雑誌をどれだけ後進させられたか)をチェックするときに利用する。前述のラック・スポット・シールが貼られたテーブルで用いるときは、ラックの水平方向の動きがシールを剥がすことがあるためヘッド側に置いてフット側からショットをすることが望ましい。

### キュー・ラック
キューを立てる棚、「キュー立て」のこと。本記事のラックとは無関係。詳細はキュー (ビリヤード)を参照。